# Карл Колер
Карл Колер (на немски: Karl Koller) (роден на 8 февруари 1929) е австрийски футболист. Той е считан за един от най-добрите австрийски полузащитници. За връх в кариерата му се счита третото място на Световното първенство през 1954 година в Швейцария.